# António José da Silva
António José da Silva Coutinho řečený Žid (8. května 1705, Rio de Janeiro – 18. října 1739 Lisabon) byl portugalský právník a dramatik. Hebrejsky: אנטוניו ז'וזה דה סילווה.

## Život
Narodil se v rodině pokřtěného židovského právníka. Jejich rodiče uprchli do Brazílie z obavy z pronásledování inkvizicí. V roce 1702 začaly ale soudy pronásledovat židy (Marranos) i v Brazílii. Jeho matka byla v roce 1712 obviněna a odvezena do Portugalska, kam ji manžel a děti následovali. V roce 1713 byla odsouzena a dne 9. července 1713 upálena.
João Mendes da Silva poté vedl právnickou praxi v Lisabonu. Nechal syna vystudovat práva na univerzitě v Coimbře. V roce 1726 byl António vyšetřován inkvizicí, uvězněn a mučen. Přiznáním si zachránil život. Vrátil se do Coimbry a v letech 1728-1729 dokončil studia práv. V Lisabonu pak pracoval v kanceláři svého otce jako advokát.
V roce 1733 napsal svou první divadelní hru. V roce 1734 se oženil se svou sestřenicí Leonorou Marií de Carvalho. Záhy se jim narodila dcera. V roce 1737 byli manželé na udání svého služebnictva znovu obviněni inkvizicí, vězněni a po dvou letech odsouzeni k smrti. Antonio byl upálen 18. října 1739, jeho manželka nedlouho po něm.

## Dílo
- Válka mezi rozmarýnem a majoránkou (As guerras do alecrim e da mangerona)
- Don Quijote a Sancho Panza (Vie du grand dom Quichotte de la Manche et du gros Sancho Pança)

## Uvedení děl v Česku
- Miguel de Cervantes y Saavedra, António José da Silva, Jan Borna: Dobrodružství dona Quijota, Dejvické divadlo, překlad Dagmar Strejčková a Václav Černý, režie: Jan Borna, premiéra 27. března 1994, derniéra 24. října 1998 v Divadle v Dlouhé[1]
- Válka mezi rozmarýnem a majoránkou, Městské divadlo Zlín, překlad: Anna Almeidová, režie: František Listopad, premiéra: 11. června 2005, derniéra: 25. května 2006.[2]